# Ernst Resch

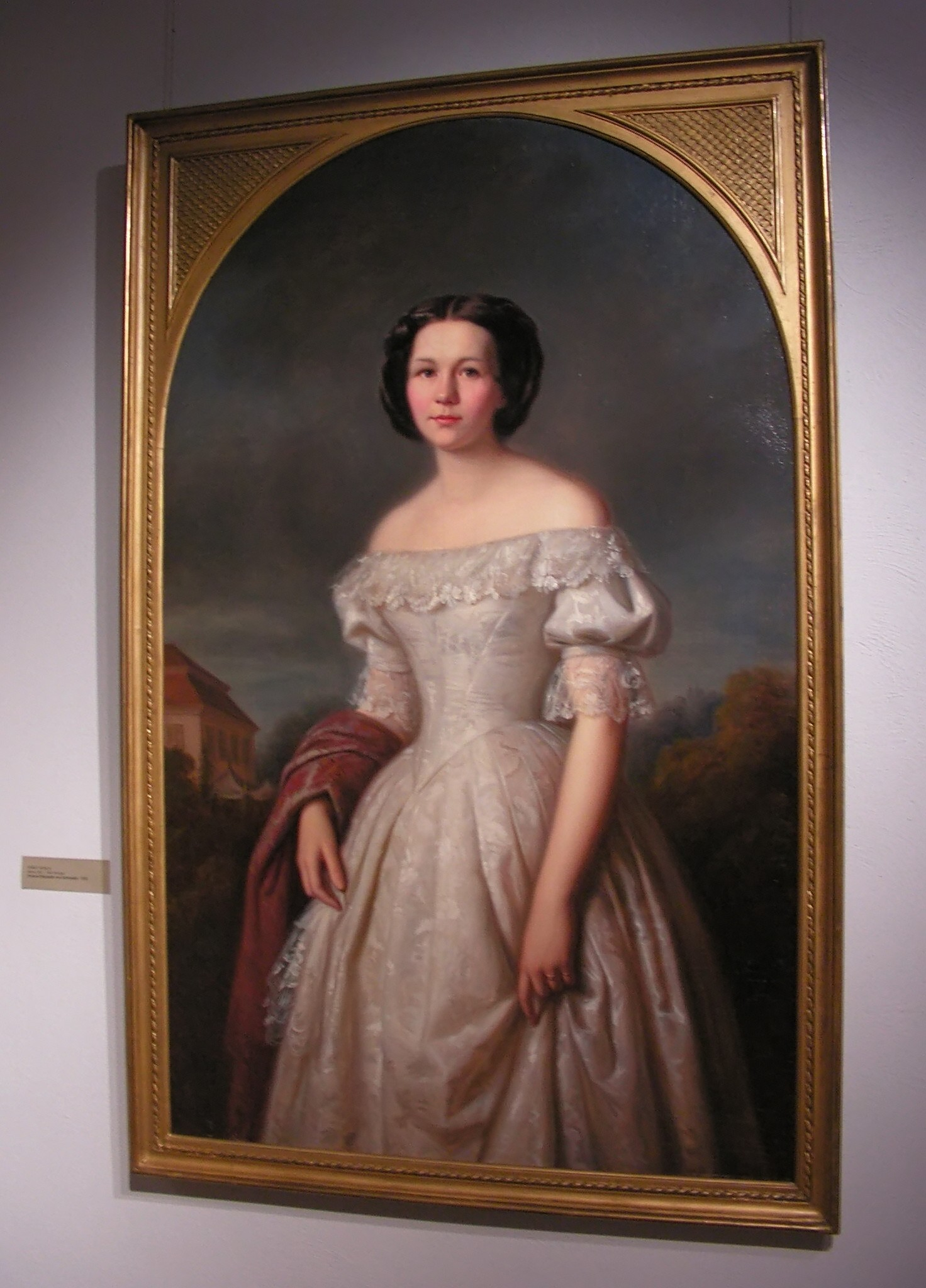
Portret Elisabeth von Schroeter autorstwa Ernsta Rescha, 1856.

Ernst Resch (ur. 31 grudnia 1807 w Miśni, zm. 26 września 1864 we Wrocławiu) – wrocławski malarz, portrecista.
W 1838 osiedlił się we Wrocławiu, dokąd przybył z Drezna. Malował w stylu biedermeier. Oprócz portretów wykonał też nieliczne pejzaże. Działał w Śląskim Towarzystwie Przyjaciół Sztuki, wykładał też malarstwo, a w 1860 został profesorem. Jego uczniem był Adolf Dressler. Pochowany na reprezentacyjnym cmentarzu Wrocławia, obecnie nieistniejącym - Wielkim Cmentarzu.

## Wybrane dzieła
- Portret dzieci (1839), Muzeum Narodowe we Wrocławiu
- Die Jagdrast der schlesischen Magnaten, 1841. Muzeum Śląskie w Görlitz